# Asociación Católica de la Juventud Mexicana
La Asociación Católica de la Juventud Mexicana (por sus siglas: ACJM) es una organización católica fundada en la Ciudad de México el 12 de agosto de 1913 por el sacerdote jesuita Bernardo Bergöend, con el fin de restaurar el orden social cristiano (inspirado en la encíclica "Rerum Novarum")  y organizar a los jóvenes católicos del país, bajo el lema: "Por Dios y por la Patria".

## Historia

### Primeros años
En sus primeros años de vida atravesó por diversas etapas en donde se fue creando y organizando en todas las diócesis del país. Así hasta que en la mañana del jueves 13 de abril de 1922, tuvo lugar la primera sesión del Primer Consejo Federal de la Asociación Católica de la Juventud Mexicana.
El fin de la ACJM se definió como el de coordinar las fuerzas vivas de la Juventud Católica Mexicana, para cooperar a la restauración del orden social cristiano en México.
Cada año se reunían sus delegados en la Ciudad de México, en lo que llamaron Consejos Federales, para conocerse, estudiar los problemas locales y nacionales, tomar resoluciones y designar autoridades supremas entre otras tareas vitales.
La base de la organización de la ACJM eran los grupos parroquiales quienes eran orientados por los párrocos de la misma comunidad, aparte de seguir el plan de estudios que venía del Comité Central. Los grupos que se encontraban dentro de una diócesis estaban a cargo del asistente eclesiástico diocesano que era designado por el obispo de la diócesis.
El primer presidente general de la ACJM fue René Capistrain Garza; el segundo fue Octavio Elizalde.

### Guerra cristera
La guerra cristera inició en 1926, con la promulgación de la ley Calles, que tenía como objetivo reforzar los artículos 3, 5, 24, 27 y 130 de la Constitución. Entre los decretos expedidos se encontraba el registro de los sacerdotes en la Secretaría de Gobernación y el establecimiento de sanciones penales por las violaciones al artículo 130° constitucional. La ACJM se unió a las protestas de ciertos grupos de católicos indignados por dichas medidas en todo el país. Algunos de sus miembros encabezaron los  ejércitos que se enfrentaban cuerpo a cuerpo con las tropas federales.
Para el año de 1929 la ACJM estaba extendida en la mayor parte de la república mexicana, el número aproximado de sus componentes lleva a contarse de cerca de 20,000 jóvenes. En este año también se crea la Acción Católica Mexicana y se integra de 4 organizaciones base, la UCM, la UFCM, la ACJM y la JCFM. 
Hoy la ACJM existe en varias diócesis del país y se consideran varios miles de integrantes.

## Presidentes nacionales de la A.C.J.M
Listado
| 01.- René Capistrán Garza                              | 1918 - 1923 |
| 02.- Lic. Octavio Elizalde Natera                      | 1923 - 1929 |
| 03.- Lic. Luis Garduño                                 |             |
| 04.- Ing. Ignacio Galarza                              |             |
| 05.- José Márquez Toríz                                | 1931 - 1934 |
| 06.- Ing. Luis Vargas Varela                           | 1934 - 1936 |
| 07.- Lic. Manuel Dávalos Lozada                        | 1936 - 1938 |
| 08.- Ing. Luis Vargas Varela                           | 1938 - 1940 |
| 09.- Lic. Ignacio Soto Sobreyra                        | 1940 - 1943 |
| 10.- Lic. José González Torres                         | 1944 - 1949 |
| 11.- Ing. Pablo Héctor González González               | 1949 - 1952 |
| 12.- Lic. Manuel Esteban Cal y Mayor Redondo           | 1952 - 1955 |
| 13.- Lic. Abel Vicencio Tovar                          | 1955 - 1957 |
| 14.- Agustín Eugenio Alcocer L Robledo                 | 1957 - 1958 |
| 15.- Miguel Ángel Portillo Solís                       | 1958 - 1961 |
| 16.- Sergio Ochoa González                             | 1961 - 1965 |
| 17.- Roberto Ramírez Romero                            | 1965 - 1968 |
| 18.- Lic. Carlos Castillo Peraza                       | 1968 - 1971 |
| 19.- Eduardo M. Batista                                | 1971 - 1973 |
| 20.- Javier Gómez Hernández, Pbro.                     | 1973 - 1974 |
| 21.- Víctor Manuel Rivera                              | 1974        |
| 22.- Pablo Castellanos                                 | 1974 - 1977 |
| 23.- José Luis Romero                                  | 1977 - 1978 |
| 24.- Coordinación Especial                             | 1979        |
| 25.- Francisco Cantú Torres (como Coordinador)         | 1980 - 1981 |
| 26.- José de Jesús Velasco                             | 1981 - 1983 |
| 27.- José Ángel Torres                                 | 1983        |
| 28.- Varios coordinadores estuvieron en la Presidencia | 1984 - 1986 |
| 29.- Juan Antonio Magallanes Sandoval                  | 1986 - 1989 |
| 30.- Jorge Rivera Armendáriz                           | 1989 - 1992 |
| 31.- Germán Santos Montes                              | 1992 - 1995 |
| 32.- Gabriel Márquez Torres                            | 1995 - 1998 |
| 33.- Lic. Mario Álvarez Mora                           | 1998 - 2001 |
| 34.- Lic. Leonardo Segura Gutiérrez                    | 2001 - 2004 |
| 35.- Edgar Cecilio Leyva Santos                        | 2004 - 2007 |
| 36.-cesar Camacho                                      | 2007-2010   |